# Színtér
A színterek a színek ábrázolására használható virtuális térbeli koordináta-rendszer, ahol az egyes színek tulajdonságait azok koordinátái fejezik ki. Színességi koordinátákból épül fel a CIE XYZ színtér. Valamennyi további színtér különbözik ettől; koordinátái általában: egy színezeti, egy világossági és egy színtelítettségi jellemző.
A színtérben az ábrázolható színek valamilyen rend szerint kerülnek elhelyezésre (például az alapján, hogy a színtér alapszíneinek milyen arányú keverésével állíthatók elő), és a pozíciójukat meghatározó koordinátákkal kerülnek azonosításra (például az RGB színtérben a (255,0,128) koordinátán a maximális vörös, nulla zöld, és a maximális felének megfelelő kék komponensek összeadásából keletkező szín található).

## Általános színterek

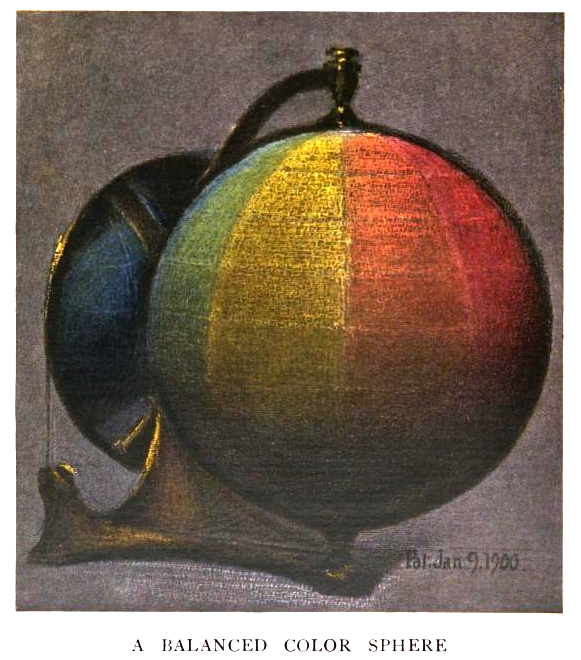
Munsell színterének klasszikus ábrázolása

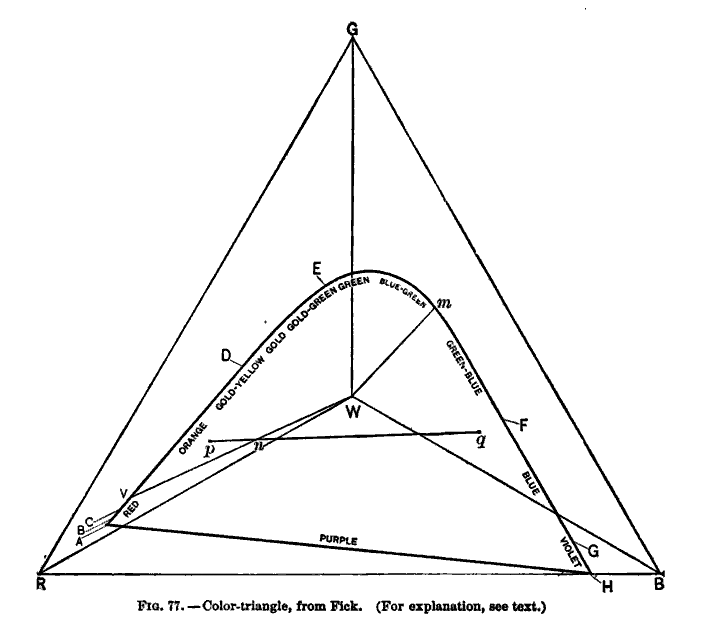
Fick színtér az RGB alapszínekkel és a W fehér ponttal

Az Otto Runge-féle színtér gömb alakú. Hasonló a színtér ábrázolása Johannes Itten színrendszerében is. Wilhelm Ostwald színtere kettős kúp alakú. A kúp alsó hegye a fekete, a felső csúcsa a fehér; középen valamennyi színezetnél azonos átmérőjű körvonallá nyúlik. Kettős kúp formában ábrázolja a színteret Kirschman (1896), Arthur Pope (1922), Denman Ross.
Philippe Colantoni színtere téglatest alakú. Kuepper színelméletében sa színtér formája rombohedrális. Alfred Hickethier (1952) kocka alakú színteret képezett (ugyanitt több ábra is látható Arisztotelésztől Plátón, Aron Foriuson keresztül Tobias Mayer, Moses Harris, Johann Heinrich Lambert, Adolf Eugen Fick, Michel Eugène Chevreul, Wilhelm von Bezold, Aemilius Mülleren át Michel Albert-Vanel-ig.)
Klasszikus, de jelenleg is használatos a Munsell, ez szabálytalan alakú, és az NCS (Natural Colour System), ez gömb formájú.

## CIE színterek

The CIE 1931 színtér színesség diagram. A külső keret a monokromatikus görbe, a feltüntetett hullámhosszak nm-ben értendők. Középtájon látható az ún. fehérpont. Az alsó részét pedig az ún. bíborvonal zárja le. Megj.: A képernyőn megjelenő színek nem esnek egybe a szabványos színekkel.

A CIE a nemzetközi szín-szabvány. A CIE alapján bármely látható szín azonosítható. Az először megfogalmazott CIE 1931 RGB-t nem szokás térben ábrázolni, az XYZ-t viszont már igen. A CIELUV térbeli ábrázolása nem fordul elő; a CIELAB nagyon ritkán. A CIELAB térbeli formája szabálytalan.
Az emberi szem háromféle színérzékelő receptort tartalmaz, ezekből származtattak 3 függvényt, az ún. 'tristimulus' függvényeket (X,Y,Z).
Mivel a három összetevő ábrázolása három dimenziót igényelne, ezért szétválasztották a színességet és a világosságot (vagy fényességet). Ebből Y definíció szerint a világosság, így a színesség két számmal kifejezhető: "x" és "y".
{\displaystyle x={\frac {X}{X+Y+Z}}}
{\displaystyle y={\frac {Y}{X+Y+Z}}}
Az így kapott színtér a CIE xyY.

### Más színterek:
- DIN (Manfred Richter)[9] az első világháborútól az ötvenes évekig volt szabványos.[10] Később átadta a helyét a RAL színrendszernek.
- RAL : Németországban a gépipar és az építészet igénye volt, hogy a színeket kölcsönösen beazonosíthatóan tudják előállítani. 1925-ben létrehozták a RAL-Colorsystem mintasort, amit később bővítettek, és 1955-ben szabványosítottak. A RAL színkártyákat Magyarországon is elterjedten használják a színek azonosítására.
- COLOROID MSz 7300[11] színtér szabálytalan henger formájú.
- Pantone : Hasonló igények alapján, főként a nyomdaiparban és formatervezésben 1963-ban létrehozták a Pantone színskálát. Térbeli ábrázolása nem fordul elő.
- Egyéb színrendszerek: HKS; Trumatch; ezeket sem szokás a térben ábrázolni.

Az építőanyag és festékgyártók jelentős hányada saját színsorozatok alapján azonosítja termékei színét.

## Gyakorlati színterek

A hue-saturation-lightness (value) típusú színtereket a képfeldolgozás kívánalmai érdekében hozták létre

- A televíziós technikában az RGB komponenseket veszi fel a kamera, ebből egy olyan világossági értéket (jele Y, neve luma) képeznek, amely kompatibilis a fekete–fehér televízió világossági értékével. Ezek után képezik az R-Y és a B-Y színkomponenseket. Így az analóg televízió egy világossági és két színességi (chroma) jelet továbbít (ez három merőleges térbeli vektor).
- A képfeldolgozás technikájában a HSL, a HSV és még további színterek 1970 után
- Számítástechnikában: RGB és változatai (sRGB, AdobeRGB). A digitális fényképezőgépek legtöbbje az sRGB (standard RGB) rendszert használja. Az ADOBE virtuális alapszíningerek segítségével kiterjesztett színteret (wide gamut) használ.[12]
Az RGB additív színkeverési eljárás, amely azzal definiálja a színt, hogy a 3 alapszínű fényből mennyit kell összekeverni a kívánt szín eléréséhez.
- Nyomdatechnikában: CMYK. A három- és négyszínnyomás technikája Jacob Christoph le Blon rézmetsző mestertől származik (1667–1741)[13][14] Blon eredeti alapszínei az RYBK (vörös, sárga, bíbor, és a kulcsszín: a fekete) voltak. Abban az időben nem volt még elegendően tiszta az additív és a szubtraktív színkeverés közti különbség (a könyvnyomtatás vonatkozásában).
Négy alapszínnel dolgozó szubtraktív színkeverési technika.

## Lásd még
Colour Index International